# يانيك بولي
يانيك بولي (13 يناير 1988 بسان مور ديه فوسيه في فرنسا - ) (بالفرنسية: Yannick Boli)‏ هو لاعب كرة قدم فرنسي في مركز الهجوم. شارك مع منتخب ساحل العاج لكرة القدم. أما مع النوادي، فقد لعب مع أنجي محج قلعة وباريس سان جيرمان وزوريا لوهانسك ونادي لوهافر ونيم أولمبيك وPSFC Chernomorets Burgas ‏.

## وصلات خارجية
- يانيك بولي على موقع اتحاد أوكرانيا (الإنجليزية)
- يانيك بولي على موقع الدوري الأمريكي (الإنجليزية)
- يانيك بولي على موقع إي إس بي إن إف سي (الإنجليزية)
- يانيك بولي على موقع قاعدة بيانات كرة القدم.إي يو (الإنجليزية)
- يانيك بولي على موقع ليكيب (الفرنسية)
- يانيك بولي على موقع Soccerbase.com (لاعب) (الإنجليزية)
- يانيك بولي على موقع Soccerway.com (الإنجليزية)
- يانيك بولي على موقع عالم كرة القدم.نت (الإنجليزية)